# Grjazovec
Grjazovec è una città della Russia occidentale, situata nell'Oblast' di Vologda.